# Сборная Бангладеш по футболу
Сборная Бангладеш по футболу — национальная футбольная сборная Бангладеш, управляемая Футбольной федерацией Бангладеш. Является членом Азиатской конфедерации футбола. Она никогда не выходила в чемпионат мира по футболу. В 1980 году сборная вышла в 1 тур Кубка Азии по футболу и завоевала чемпионский титул на чемпионате Южной Азии в 2003 году. Сборная была создана в 1972 году (после получения независимости Бангладеш) и вступила в ФИФА в 1974 году.

## Чемпионат мира
- 1930 до 1982 — не участвовала (до 1947 года входила в Британскую Индию, до 1972 года — в Пакистан)
- 1986 до 2026 — не прошла квалификацию

## Кубок Азии
- 1956 до 1976 — не участвовала
- 1980 — 1 тур
- 1984 до 2023 — не прошла квалификацию